# Arthur Alexander
Arthur Alexander (Dunedin (regió d'Otago), 25 de març, 1891 - Chinnor, Oxfordshire (Regne Unit), 8 de juliol, 1969), va ser un pianista, professor i compositor nascut a Nova Zelanda que va passar la major part de la seva carrera al Regne Unit.

## Educació i primera carrera
Alexander va néixer a Dunedin i es va educar al Wellington College, on va estudiar piano amb Maughan Barnett i composició i harmonia amb Lawrence Watkins. El 1907 va marxar a Londres per estudiar a la Royal Academy of Music amb Tobias Matthay (piano) i Frederick Corder (composició). Va guanyar el major nombre de premis mai a l'Acadèmia, incloses les medalles d'or Macfarren i Chappell per tocar el piano, i va ser nomenat sub-professor allà. També era cantant, i en els primers recitals de vegades s'acompanyava ell mateix.

## Solista i professor
El 1912 va començar la seva carrera internacional com a pianista amb concerts a Berlín (amb la violinista australiana Leila Doubleday) i Viena. També hi va haver molts recitals a Londres, incloent les primeres interpretacions de Bax (la Segona Sonata, a l'Eolian Hall el 24 de novembre de 1919), Skriabin (la Cinquena Sonata), Medtner (un amic personal) i altres. Des de 1912 també va ser professor a la Matthay Pianoforte School (1912-1939) i a partir de 1920 professor al Royal College of Music. Els seus nombrosos alumnes van ser Malcolm Binns, Ruth Gipps, Thea King, John Longmire, Elizabeth Maconchy, Helen Perkin, Freda Swain (la seva futura esposa), John Tilbury i John White. Entre els seus amics i associats hi havia Arnold Bax, Sam Hartley Braithwaite, Harriet Cohen, John Ireland i Nikolai Medtner.

## Matrimoni
Alexander es va casar amb la compositora Freda Swain l'any 1921, i abans de la Segona Guerra Mundial la parella va viatjar a Sud-àfrica i Austràlia, donant conferències, emetent i interpretant recitals. En esclatar la guerra, Alexander es trobava a Sud-àfrica i no va poder marxar. Swain va escriure un concert per a piano per a ell, anotant-lo en un paper molt prim perquè se li pogués enviar per correu aeri a terminis. Alexander el va interpretar a Ciutat del Cap i en altres llocs i es va fer conegut com el Concert "Airmail". Tots dos van formar part de la junta fundadora del "Surrey College of Music" des de mitjans dels anys quaranta. Des de 1942 van viure en un bungalow a Chinnor Hill a Oxfordshire, i van continuar actuant per separat i com a duo fins als anys 60. Alexander va morir el 1969, als 78 anys. Li va sobreviure la seva dona, que va morir el 29 de gener de 1985.

## Compositor
Les seves composicions, en gran part oblidades ara, inclouen cançons, moltes obres per a piano (incloses les Four Variations on a Folk-Song i Four Irish Airs), música de cambra (incloent un quartet de corda) i peces orquestrals, que es van interpretar al Queen's Hall i en altres llocs.